# Écoles militaires de Bourges
Pour les articles homonymes, voir EMB.
Les écoles militaires de Bourges sont un centre de formation spécialisée de l'Armée de terre française, tourné vers les fonctions de soutien de l'armée.
Créées le 1er août 2009, les écoles militaires de Bourges réunissent l'École du train et de la logistique opérationnelle, l'École du matériel et l'École militaire préparatoire technique sur un même site à Bourges, le quartier Auger-Carnot. Elles forment aujourd'hui plus de 4 500 stagiaires sur le site de Bourges et plus de 12 000 autres dans les centres d'instruction élémentaire de conduite de l'Armée de terre qui leur sont rattachés.
Le regroupement des écoles lie ainsi intimement deux armes qui sont les acteurs majeurs de la logistique opérationnelle des forces et qui ont l'habitude d'œuvrer ensemble sur les théâtres d'opération extérieurs.
Ainsi, depuis la rentrée scolaire de septembre 2009, la formation de l'ensemble du personnel des domaines de spécialités maintenance, mouvements-ravitaillements et logistique est dispensée à Bourges.
Chaque École (train et matériel) possède son propre insigne.
La création de ce nouvel organisme de formation illustre parfaitement l'effort de rationalisation que conduit actuellement l'Armée de terre dans le cadre plus général de la modernisation de l'État et de la révision générale des politiques publiques.

## Domaine commun

### Une méthode pédagogique
- Cours

Les instructeurs, forts de leurs expériences opérationnelles forment 4 500 stagiaires par an sur 150 stages. Ils permettent aux stagiaires d’acquérir les connaissances de base nécessaires à l’exercice de leur métier. Ils les forment dans leurs spécialités, mais aussi dans des disciplines plus générales (armement, risques nucléaires, radiologiques, bactériologiques et chimiques, condition physique, exercice de l’autorité et du commandement...).
- EAO (Enseignement Assisté par Ordinateur)

Deux salles d’EAO permettent aux stagiaires de s’auto-former et de s’auto-évaluer sur des bases de données spécifiques à leur domaine de spécialité (armement, logistique, mouvements et ravitaillements).
- Simulation

L'EMB met en œuvre un centre de simulation et d’exercice. Grâce à un réseau d’ordinateurs et de logiciels de simulation logistique (AMSI et NEMERTES), les stagiaires sont placés en situation opérationnelle. Cet outil est utilisé pour la formation des spécialistes des transports, des mouvements, des ravitaillements et de la maintenance. Il leur permet de mettre en application les connaissances générales et d’appréhender les difficultés avant de s’engager sur le terrain.
- Terrain

### Études et prospective
Au-delà de leur mission de formation, l'École mène les études relatives à l’avenir de l’arme du train et de la logistique opérationnelle.
La direction des études et de la prospective (DEP) prépare l’avenir. Elle élabore et propose les adaptations nécessaires des principes du soutien logistique des forces et des dispositifs qui en découlent. Ses compétences recouvrent l’organisation et l’emploi des unités, les ressources humaines et la formation, ainsi que les équipements militaires et systèmes d’informations futurs.

## École du matériel
L’École du matériel, anciennement « École supérieure et d'application du matériel » (ESAM) est un établissement d'enseignement spécialisé de l'Armée de terre française.
L'École est le principal organisme de l'Armée de terre où viennent se former, se spécialiser, se perfectionner ou s'informer l'ensemble des personnels du domaine de la maintenance : civils et militaires ainsi que de nombreux personnels des armées étrangères.
L'école est fonctionnellement placée sous l'autorité de la Direction des ressources humaines de l'armée de terre (DRHAT).

### La formation

#### Les stagiaires
Les stagiaires de l'école sont formés pour occuper des postes à tous les niveaux de la chaîne maintenance et approvisionnement :
Division d’application : les lieutenants du matériel acquièrent ensemble les savoir-faire de chef de section (30 hommes).
- Cadres des unités de Maintenance

- - Cours des futurs commandants d’unité : ces capitaines de toutes les composantes de la maintenances sont formés à prendre le commandement d’une unité (100 à 190 hommes).
  - Compagnie de formation des élèves officiers de réserve du Matériel, à l'époque où le service militaire était obligatoire.

- Spécialistes

Ces officiers sont formés pour traiter tous les aspects de la maintenance, des approvisionnements des matériels de la composante terrestre ainsi que de la gestion des munitions.
- Sous-officiers du domaine Maintenance

L'école forme les sous-officiers aux métiers du domaine de la maintenance au sein de 5 sous-spécialités :
- la division technique mobilité (DTM) qui forme les maintenanciers véhicules roulants.
- la division technique électronique et armement (DTEA) qui forme les maintenanciers spécialistes en techniques fines et les spécialistes (artificiers) en munitions et explosifs.
- la division technique Gestion Logistique des Biens et SIM@T (DTGS) qui forme les spécialistes de la gestion des rechanges, des matériels complets et des entrepôts.

Elles les accompagnent ensuite tout au long de leur carrière pour leur permettre d’évoluer vers plus de responsabilités.

### Historique
L'école est issue du centre des spécialistes du matériel créé à Meknès en 1943 (ville située alors en territoire libéré) à la suite de la conférence d'Anfa. Il s'agissait d'une école de formation technique sur les différents matériels militaires. Elle est rapatriée à Bourges en décembre 1945 et prend le nom d'école militaire du service du matériel (EMSM). Elle devient l'école supérieure et d'application du matériel (ESAM) en 1960 puis l'école du matériel (ECOMAT) en 2009.

### Tradition d'arme
L'école du matériel est la maison mère de l'arme du matériel. Elle est chargée d’en faire vivre les traditions.

## École du train et de la logistique opérationnelle
L'École du train et de la logistique opérationnelle (ETLO) est une école d'application militaire de l'armée de terre située à Bourges depuis le 1er septembre 2009.
En 2004, les « écoles de la logistique et du train » sont nées de la volonté de donner une formation logistique de base commune à tous les officiers exerçant une spécialité dans ce domaine. Depuis le 1er août 2009, elles ont pris le nom « d'École du train et de la logistique Opérationnelle ».
Les cadres logisticiens, quels que soient leur horizon et leur arme d’appartenance, y découvrent et acquièrent ensemble le socle commun de connaissances qui les rend aptes à travailler côte à côte au sein de groupements logistiques « plurifonctionnels ». La connaissance mutuelle et la cohésion qui en résulte garantissent l'efficacité et la coordination du soutien logistique des forces.
L'école est fonctionnellement placée sous l'autorité du Commandement de la logistique (COM LOG).

### La formation

#### Les stagiaires
Les stagiaires de l'ETLO sont formés pour occuper des postes à tous les niveaux de la chaîne logistique :
- Division d’application du train : la division d'application du train (DAT) forme les lieutenants futur chef de peloton du train (30 hommes), elle se charge aussi du cours des cadres des unités de combat logistiques, stage des futurs commandants d’unité ces capitaines de toutes les composantes de la logistique opérationnelle sont formés à prendre le commandement d’une unité élémentaire (90 à 130 hommes).
- Logisticiens d’état-major : Qualification Logistique 1, 2 et 3 : ces officiers sont destinés à tenir en état-major des emplois de conception et de conduite de la manœuvre logistique des forces.
- Spécialistes : Qualifications mouvement-transit-transport à 3 niveaux. (QMTT 1, 2 et 3). Ces officiers sont formés pour traiter tous les aspects de l’acheminement et du mouvement d’une force projetée et de ses moyens par tout mode de transport (terre-air-mer).
- Division sous-officiers : La division sous-officier (DSO) forme les sous-officiers aux métiers du domaine des mouvements et des ravitaillements (appui mouvement, ravitaillement voie terrestre, livraison par air, transbordement maritime et instruction élémentaire de conduite). Elles les accompagnent ensuite tout au long de leur carrière pour leur permettre d’évoluer vers plus de responsabilités.
- Conducteurs : L'École du train assure le commandement des cinq centres d'instruction élémentaire de conduite (CIEC) de l’Armée de terre ; au moyen de la cellule pilotage IEC (CPIEC). Elle délivre ainsi près de 15 000 brevets par an sur cinq types de permis (VL, PL, SPL, TC et moto).

### Missions
Sa mission principale est de former les cadres de l’arme du Train et les logisticiens de l’armée de Terre, des armées, des directions et des services interarmées, aptes à être engagés d’emblée en opérations sur le territoire national comme sur les théâtres d’opérations extérieures.
Elle est également un centre de formation logistique interarmées, habilité à délivrer aux militaires français des formations de l’OTAN. Elle représente aujourd’hui le pôle d’excellence national de la formation à la logistique opérationnelle.

### Tradition d'arme
L'ETLO est la maison mère de l’arme du train. Elle est chargée d’en faire vivre les traditions.

### Historique: les écoles de la logistique et du train
1945 : création de l’école d’application du train (EAT) à Tours ;
2004 : devient les écoles de la logistique et du Train (ELT) le 1er juillet 2004 à la suite de sa fusion avec le centre d’étude et d’enseignement logistique de l’armée de Terre (CEELAT) ;

1er août 2009, déménagement à Bourges, création des écoles militaires de Bourges (EMB) intégrant les ELT qui prennent le nom d’école du Train et de la logistique opérationnelle (ETLO).

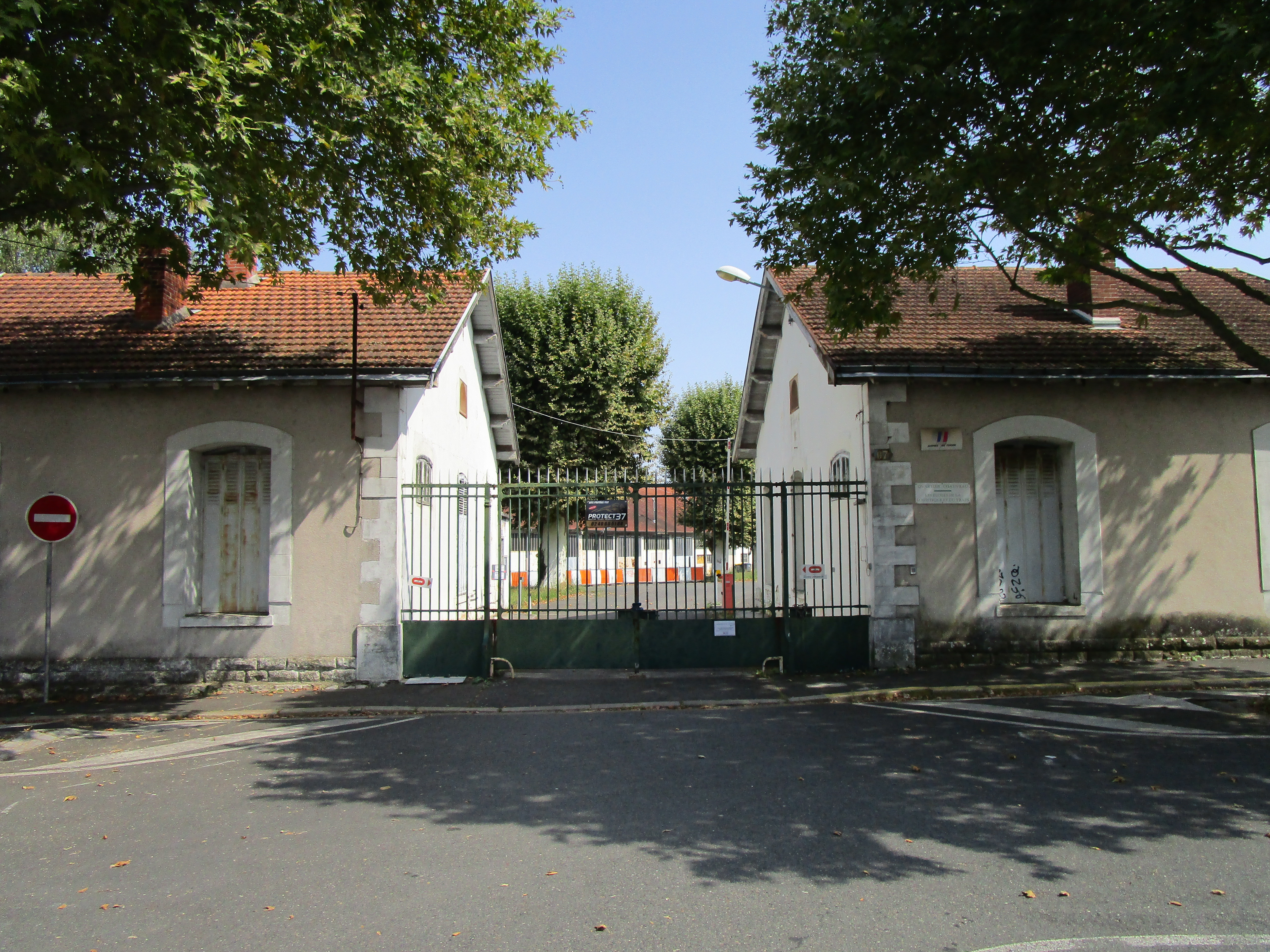
Ancien emplacement de l'école de la logistique et du train, à Tours, dans la caserne Chauveau du quartier Rabelais-Tonnellé.

#### Soutien de la garnison «terre»
L'ETRN ou ELT (école de la logistique et du train) soutenait les 14 organismes de l'Armée de terre implantés à Tours. Ce soutien s’appliquait essentiellement aux quatre quartiers du centre-ville (Beaumont, Chauveau, Rannes et Baraguey-d’Hilliers) ce qui représente une surface de 27 863 m2 de locaux en plus de ceux occupés par les écoles.
L'ETRN y assurait le soutien informatique, la gestion des infrastructures, le fonctionnement de deux points de restauration ainsi que l’hébergement des stagiaires et des cadres permanents. En termes de transport, l'ETRN gérait et entretenait un parc dont une partie était mise à la disposition du CoFAT.

#### Les ex-ELT en 2007
- 730 cadres permanents dont 380 instructeurs à la conduite répartis en France.
- 3 000 stagiaires français et étrangers par an à Tours sur 150 stages.
- 15 000 stagiaires par an dans les cinq centres de conduite répartis en France.
- 141 214 m2 de locaux.
- 600 stations informatiques, réparties entre stations de travail et salles de cours.
- 16 systèmes d’information.
- 25 jeeps P4, 18 poids lourds, 103 motos, 11 autocars, etc.
- 1 400 ha de terrains d’entraînement.
- 20 à 30 partenariats par an soit 3 500 hommes et 1 700 véhicules de tous types déplacés dans le cadre d’exercices organisés par les ELT.

## École militaire préparatoire technique
Créée en 2009, cette école (EMPT) prépare des lycéens à différents baccalauréats techniques.

## Les musées
Les écoles militaires de Bourges accueillent les deux musées suivants :
- le musée du Matériel et de la maintenance ;
- le musée du Train et des équipages militaires.

## Cadets de la Défense
Les écoles militaires de Bourges accueillent par ailleurs un centre de cadets de la Défense.

### Crédits d'auteurs
- Cet article est partiellement ou en totalité issu de l'article intitulé « École du train » (voir la liste des auteurs).

- Cet article est partiellement ou en totalité issu de l'article intitulé « École du matériel » (voir la liste des auteurs).